# Peperomia fernandeziana
Peperomia fernandeziana är en pepparväxtart som beskrevs av Friedrich Anton Wilhelm Miquel. Peperomia fernandeziana ingår i släktet peperomior, och familjen pepparväxter. Inga underarter finns listade i Catalogue of Life.